# (2754) Efimov
(2754) Efimov est un astéroïde de la ceinture principale.

## Description
(2754) Efimov est un astéroïde de la ceinture principale. Il fut découvert le 13 août 1966 à Naoutchnyï par Tamara Smirnova. Il présente une orbite caractérisée par un demi-grand axe de 2,23 UA, une excentricité de 0,23 et une inclinaison de 5,7° par rapport à l'écliptique.

## Compléments